# Sergej Prokofjev
Sergej Sergejevič Prokofjev (rus.: Серге́й Серге́евич Проко́фьев, ukr.: Сергі́й Сергі́йович Проко́ф'єв; Soncivka, 27. travnja 1891. – Moskva, 5. ožujka 1953.), ruski skladatelj, pionir neoklasicizma, potomak ruskih doseljnika rođen u manjem ukrajinskom mjestu Soncivka, koji je zbog svog brzog svladavanja skoro svih glazbenih žanrova postao jedan od najpopularnijih i najznačajnijih skladatelja XX. stoljeća.

## Životopis

### Rani život
Rođen je 27. travnja 1891. godine u malom ukrajinskom selu Soncivka (današnja istočna Ukrajina, a u ono doba sastavni dio Ruskog carstva. Prema Julijanskom kalendaru, koji je još bio na snazi u to vrijeme u Ruskom carstvu, datum rođenja je 15. travnja. Sâm Prokofjev navodio je 23. travnja kao datum rođenja i takav se često javlja u životopisima. Njegov otac Sergej Aleksejevič Prokofjev bio je poljoprivredni inženjer. Njegova majka Marija Grigorjevna Prokofjeva, rođena Žitkova, bila je dobro obrazovana žena s istančanim osjećajem za glazbu, ali i dobrom vještinom sviranja klavira. Ona će dati najveći utjecaj glazbenom razvoju mladog Sergeja.
Prema svemu sudeći, mladi Sergej je imao lijepo djetinjstvo. Roditelji su ga mazili i pazili jer su prije njega već dva puta pokušali imati djecu (dvije kćeri umrle su im već u vrlo ranom djetinjstvu). Sergej je proveo svojih prvih 13 godina u Soncivki uživajući u svim privilegijama koje je davala gospodska vila na velikom poljoprivrednom imanju pri čemu je bio tretiran poput plemića iako je njegov otac bio samo upravitelj plemenitaškog imanja.
Iako je Soncivka bila udaljena relativno daleko od utjecajnih kulturnih centara poput Moskve ili Sankt-Peterburga, Sergej nije bio izoliran od glazbe. U svojim memoarima on piše o djetinjstvu: 
Klavir će nadalje ostati njegov glavni instrument tijekom cijelog života.

### Prokofjevljevi glazbeni počeci
Sergej je bio napredno dijete, iako ne takav genij kao Mozart. Majka ga je učila svirati klavir, a u dobi od pet godina napisao je svoju prvu skladbu – "Indijanski galop" – kompoziciju koju mu je majka pomogla glazbeno uobličiti. Za razliku od drugih glazbenih igrarija, Prokofjevljeve rane kompozicije otkrivaju zrelo razumijevanje glazbenih formi u koje su utkane harmonijske i ritmičke inovacije koje će kasnije biti obilježje kompletne njegove glazbe. On je pedantno sakupljao sve te zapise te će ih koristiti kasnije u svojim velikim djelima. Njegova majka njegovala je njegovu pijanističku vještinu no nikada ga nije tjerala na mukotrpan rad i vježbanje. Nije počela s formalnim glazbenim lekcijama sve do njegove sedme godine, prepuštajući njemu da sam otkrije glazbu. Zapravo Prokofvjevljevi roditelji usmjerili su glavninu njegovog obrazovanja u neglazbene smjerove, posebice matematiku i fiziku. Stoga nije ni čudo što je mladi Prokofjev zarana zavolio i šah u kojem je, kao amater, postigao zapažene rezultate. Sam se naučio osnovama šaha u dobi od 7 godina, a šah će ostati, kao i glazba, još jedna strast koja će ga pratiti tijekom cijelog života.
Iako je mjesto Soncivka bilo udaljeno od glavnih gradova, Marija je barem jednom godišnje putovala u Sankt-Peterburg u posjet svojoj rodbini. Također prepoznala je važnost da Sergeju pruži ono što nude u kulturi mjesta poput Moskve i Sankt-Peterburga. Sergej nije išao s majkom na ta duga putovanja sve do svoje osme godine. Prvi izlet bio je 1900. god. kad je otišao s majkom u Moskvu. Tamo je pogledao dvije opere; Fausta Charlesa Gounoda i Kneza Igora Aleksandra Borodina. Obje izvedbe imale su veliki utjecaj na mladog Prokofjeva. Odmah po povratku u Sonocovku, Sergej je počeo pisati svoju operu koju je nazvao Div. Sergej je napisao i libreto i glazbu za svoju operu te ju je 1901. god. probao 'uprizoriti' s članovima obitelji i prijateljima.

### Doškolovanje u Moskvi
Prepoznavši iznimnu nadarenost svoga sina, a isto tako i ograničenost podučavanja koje mu ona može pružiti, Marija Grigorjevna odlučila je da su Sergeju potrebne bolje instrukcije. U prosincu 1901. god. majka Marija i otac Sergej poveli su sina u Moskvu. Majka Marija u Moskvi je dogovorila susret s Jurijem Nikolajevičem Pomerančevim, obiteljskim prijateljem koji je u to doba studirao na moskovskom konzervatoriju. Pomerančev je prepoznao dječakov potencijal i dogovorio dječakovu audiciju pred poznatim moskovskim profesorom i skladateljem Sergejem Ivanovičem Tanejevim. Tanejev je bio dovoljno impresioniran kako bi uvjerio jednog drugog glazbenog pedagoga da u ljeto 1902. god. otputuje u Soncivku i obučava mladog Prokofjeva. Novi učitelj bio je mladi Reinhold Morisevič Glière, izučeni skladatelj i vješt pijanist. Glière je odmah preuzeo naobrazbu 11-godišnjeg Prokofjeva koji je uspješno prošao zadane lekcije. Glière se ponovo vratio u ljeto 1903. godine kako bi nastavio s naobrazbom Prokofvjeva. Do tada Prokofjev je već skladao drugu operu, simfoniju iz četiri dijela uz Glièreovu pomoć i 70-ak manjih djela.
Do tog trenutka mladi Prokofjev već je prepoznao da je glazba opredjeljenje u njegovom budućem životu. Bio je samouvjeren razvivši siguran nastup na podiju (nakon brojnih recitacija i glazbenih izvedbi pred obitelji, prijateljima i publikom iz Sonocovke). Usprkos discipliniranom odgoju, Prokofjev je zadržao svoju nestašnu i razigranu crtu – ljubav prema bajkama i mladenačka nevinost bit će utkana u glazbu kroz cijeli njegov život.

### Profesionalna naobrazba u Sankt-Peterburgu
Godina je 1904., Prokofjevu je 13 godina i Mariji Grigorjevnoj jasno je da izolacija u Soncivki neće biti od koristi u razvoju glazbenog potencijala. Usprkos nevoljkom pristanku oca koji je ostao u Soncivki, majka i Sergej preselili su se u Sankt-Peterburg u proljeće 1904. godine kako bi nastavili s daljnjom glazbenom naobrazbom.
S 13 godina Prokofjev je počeo s formalnom glazbenom naobrazbom u Sankt Peterburgu. Aleksandar Glazunov, poznati ruski skladatelj i profesor na sanktpetersburškom konzervatoriju, čuo je Sergeja i predložio mu da se prijavi. Glière mu je pomogao u pripremi i u rujnu 1904. god., Prokofjev je pristupio prijamnom ispitu za konzervatorij. U svojim memoarima Prokofjev ovako piše: 
Prokofjev je bio primljen – najmlađi student koji je ikad primljen. Bio je to mlad dječak na najpoznatijem ruskom carskom konzervatoriju među dvostruko starijim muškarcima i ženama. Njegovi najpoznatiji učitelji s konzervatorija, Glazunov, Rimski-Korsakov i Anatolij Ljadov, bili su poštovani i učeni skladatelji zasjenjeni ranijim ruskim velikanima kao što su Mihail Glinka i Modest Musorgski. Prokofjev je nastojao izgraditi svoj vlastiti stil – njegovi memoari ukazuju na to da je i u prvim godinama na konzervatorio bio samouvjeren, općenito kritičan prema svojim glazbenim kolegama studentima i često kritiziran od strane svojih učitelja. Njegova bezuvjetna vjera u svoj novi inovativni stil i njegova kritičnost prema kolegama studentima bila je okarakterizirana kao bahatost u njegovom okruženju. Svojom arogancijom i sklonošću da šokira učitelje svojom glazbom zaradio je nadimak derište (franc. enfant terrible) – naziv koji je Prokofjev obožavao.

### Odlazak u inozemstvo
Studirao je u Petrogradu, a od 1918. koncertrirao je po SAD-u i Europi. Definirali su ga kao kubista u glazbi, što je karakteristično za njegova ranija djela. Kasnije se približio ruskoj glazbenoj tradiciji XIX. stoljeća i pojačao lirsku crtu i melodičnost.
Poslije izbijanja Oktobarske revolucije živio je u emigraciji (1918. – 1932.) – Pariz, SAD i Njemačka. U tom periodu skladao je operu Zaljubljen u tri naranče (1919.), Plameni anđeo (1927.), balete Bludni sin (1928.), Na Dnjepru (1930.), simfonije 2, 3 i 4. Surađivao je u Parizu s Ruskim baletom. Nastupao je kao pijanist po cijeloj Europi, a 1932. se vratio u Sovjetski Savez.
Skladao je 1935. svoj najpoznatiji balet Romeo i Julija. Godine 1936., skladao je mjuzikl za djecu "Peća i vuk" na temelju istoimene priče, koju je sam napisao. Svrha mjuzikla bila je njegovati glazbeni ukus djece od prvih godina škole. Napisao ga je za samo 4 dana, a naručilo ga je dječje kazalište iz Moskve. U doba Drugog svjetskog rata surađivao je sa Sergejom Ejzenštejnom na filmovima Aleksandar Nevski i Ivan Grozni. Tada je nastalo i jedno od njegovih najboljih djela, 6. simfonija u es-molu. Poslije rata, vlasti su bile sumnjičave i kritički raspoložene prema Prokofjevu, tako da se on uglavnom povukao iz javnog života. Umro je u Moskvi 1953.

## Glazbena djela
- Opere:
  - "Kockar"
  - "Zaljubljen u tri naranče"
  - "Plameni anđeo"
  - "Vjenčanje u samostanu"
  - "Rat i mir"

- Baleti: 
  - "Romeo i Julija"
  - "Pepeljuga"
  - "Priča o kamenom cvijetu"

- Simfonijska priča: "Peća i vuk"

- Filmska glazba za Ejzenštejnove filmove:
  - "Aleksandr Nevski"
  - "Ivan Grozni"

## Zanimljivosti
Prokofjev je bio veliki ljubitelj šaha. Za vrijeme velikoga međunarodnog turnira u Sankt Peterburgu 1914. u jednoj je simultanci pobijedio Joséa Capablancu, tada već renomiranog igrača. Usto, nakon njegova diplomiranja, među prisutnim čestitarima bio je i tadašnji svjetski šahovski prvak Emanuel Lasker.

## Vanjske poveznice
- LZMK / Hrvatska enciklopedija: Prokofjev, Sergej Sergejevič
- LZMK / Proleksis enciklopedija: Prokofjev, Sergej Sergejevič
- Sergej Prokofjev na Discogsu